# Austrolimnophila (Austrolimnophila) eucharis
Austrolimnophila (Austrolimnophila) eucharis is een tweevleugelige uit de familie steltmuggen (Limoniidae). De soort komt voor in het Australaziatisch gebied.